# Мори, Синъити
Синъити Мори (яп. 森 進一), настоящее имя Кадзухиро Мориути (яп. 森内 一寛, род. 18 ноября 1947 года в Кофу, префектура Яманаси) — один из известнейших японских певцов жанра энка (также исполняет народную музыку и поп), композитор, актёр. Продажи его синглов и альбомов насчитывают более 9 миллионов копий, делая его одним из самых «продаваемых» музыкантов Японии. Один из наиболее стабильных участников новогоднего музыкального конкурса «Кохаку ута гассэн».
Дважды состоял в браке — сначала с актрисой Рэйко Охарой, позднее с певицей Масако Мори, оба брака закончились разводом. Старший сын Такахиро Морита, известный под псевдонимом Така — вокалист рок-группы One Ok Rock, младший сын Хироки Мориути, также известный как Хиро — вокалист рок-группы My First Story.

## Карьера

### В музыке
Широкая известность Мори начинается с победы в музыкальном конкурсе, организованном Fuji Television в 1965 году, с песней «Onna no Tameiki» (яп. 女のためいき, букв. «Вздох женщины») известного композитора Косё Иноматы на слова Сидзуо Ёсикавы.
В 1968 году молодой певец был приглашён участвовать в 19-м выпуске новогоднего конкурса «Кохаку ута гассэн» (одного из важнейших ежегодных музыкальных событий в Восточной Азии), где выступил с песней «Hana to Chō» (яп. 花と蝶, «Цветок и бабочка») и впоследствии выступал ежегодно.
Среди его «фирменных» песен известна прежде Ofukuro-san («Матушка») 1971 года, написанная Коханом Каваути, многократно исполнявшаяся как самим певцом, так и кавер-исполнителями, однако в 2007 году ставшая причиной вражды между Каваути и Мори, из-за добавления последним новых слов в текст при исполнении песни в 57-м выпуске «Кохаку».
Помимо неё, широко известны песня Erimo Misaki (букв. «Мыс Эримо»), написанная Такуро Ёсидой и принесшая певцу Japan Record Award 1974 года; Fuyu no Riviera («Зимняя Ривьера», 1982, написана Эйити Отаки), Ōkami Tachi no Tōboe (2003, Цуёси Нагабути, Saraba Seishun no Kageyo (2004, Идзуми Сакаи).
В октябре 2008 года, попадание написанного им самим сингла Hatoba (букв. «Пристань, набережная») на 27-ю позицию японского национального чарта Oricon сделало его первым исполнителем с сотней синглов ранга Top 100 в истории чарта.

#### Дискография
- Onna no Tameiki (яп. 女のためいき, Вздох женщины) : 1966
- Hana to Chō (яп. 花と蝶, Цветок и бабочка) : 1968
- Minatomachi Blues (яп. 港町ブルース, Блюз портового города/квартала) : 1969
- Hana to Namida (яп. 花と涙, Цветок и слеза) : 1969
- Ginza no Onna (яп. 銀座の女, Девушка с Гиндзы) : 1970
- Ofukuro san (яп. おふくろさん, Матушка) : 1971
- Fuyu no Tabi (яп. 冬の旅, Зимнее путешествие) : 1973
- Erimo Misaki (яп. 襟裳岬, Мыс Эримо) : 1974
- Wakare no Seppun (яп. 別れの接吻, Прощальный поцелуй) : 1975
- Sazanka (яп. さざんか, Камелия) : 1976
- Tokyo Monogatari (яп. 東京物語, Токийская история) : 1977
- Shinjuku Minatomachi (яп. 新宿・みなと町, Синдзюку, портовый город) : 1979
- Sakaba Bune (яп. 酒場舟 ,Пьяный корабль) : 1980
- Fuyu no Riviera (яп. 冬のリヴィエラ, Зимняя Ривьера) : 1982
- Kita no Hotaru (яп. 北の螢, Северный светлячок) : 1984
- Yūsuge no Koi (яп. ゆうすげの恋, Любовь лилии-однодневки) : 1986
- Kanashii Keredo" (яп. 悲しいけれど…, Печален, несмотря на…) : 1987
- Usagi (яп. うさぎ Кролик) : 1989
- Kaze no Elegy (яп. 風のエレジー, Элегия ветра) : 1990
- Nakase Ame (яп. 泣かせ雨, Дождь, доводящий до слёз) : 1991
- Warui Hito (яп. わるいひと, Плохой человек / Плохие люди) : 1993
- Usotsuki (яп. うそつき, Лжец) : 1994
- Kanashimi no Utsuwa (яп. 悲しみの器, Сосуд печали) : 1996
- Onna Gokoro (яп. 女心, Сердце женщины) : 1998
- Uragiri (яп. 裏切り, Предательство) : 1999
- Shūressha (яп. 終列車, Последний поезд) : 2000
- Ame no Kūkō (яп. 雨の空港, Аэропорт в дожде) : 2001
- Sepia no Ame (яп. セピアの雨, Дождь в сепии) : 2002
- Unga (яп. 運河, Канал) : 2002
- Ōkami Tachi no Tōboe (яп. 狼たちの遠吠え, Волчий вой) : 2003
- Saraba Seishun no Kageyo (яп. さらば青春の影よ, Прощай, тень юности) : 2004
- Hana (яп. はな, Цветок/Хана) : 2005
- Tazunete Otaru (яп. たずねて小樽, Навещая Отару) : 2006
- Jinsei Hitasura (яп. 人生ひたすら) : 2007
- Onna no Koi (яп. 女の恋, Любовь женщины) : 2008
- Hatoba (яп. 波止場, Пристань) : 2008
- Yuragi (яп. ゆらぎ) : 2009

#### Участие в конкурсе «Кохаку ута гассэн»
Синъити Мори является одним из наиболее стабильных участников и ветераном престижнейшего музыкального конкурса Японии и, до определённой степени, всей Юго-Восточной Азии — новогоднего шоу «Кохаку ута гассэн». Впервые получив приглашение туда в 1968 году (на 19-й выпуск программы), на начало 2014 года он участвовал в «Кохаку» 46 выпусков подряд, являясь абсолютным чемпионом конкурса по непрерывному участию и уступая по количеству участий вообще только Сабуро Китадзиме (участвовавшему в 50 выпусках конкурса с пропуском в 1986 году). По данным конца ноября, запланировано участие артиста и в 65-м конкурсе, который состоится вечером 31 декабря 2014 года, 47-й раз подряд.
Исполнявшиеся песни (ряд исполнялся неоднократно, в том числе «Офукуро-сан» — на 7 выпусках конкурса):

| - 1968 / 19-й выпуск — 花と蝶 (букв. «Цветок и бабочка») - 1969 / 20-й выпуск — 港町ブルース («Блюз портового города») - 1970 / 21-й выпуск — 銀座の女 («Девушка с Гиндзы») - 1971 / 22-й выпуск — おふくろさん (Офукуро-сан, «Матушка») - 1972 / 23-й выпуск — 放浪船（さすらいぶね） («Корабль-скиталец») - 1973 / 24-й выпуск — 冬の旅 («Зимнее путешествие») - 1974 / 25-й выпуск — 襟裳岬 («Мыс Эримо») - 1975 / 26-й выпуск — あゝ人恋し («Ах! Люди влюбляются») - 1976 / 27-й выпуск — さざんか («Сасанква») - 1977 / 28-й выпуск — 東京物語 («Токийская история») - 1978 / 29-й выпуск — きみよ荒野へ - 1979 / 30-й выпуск — 新宿・みなと町 («Синдзюку, портовый город») - 1980 / 31-й выпуск — 恋月夜 («Лунная ночь любви») - 1981 / 32-й выпуск — 命あたえて - 1982 / 33-й выпуск — 影を慕いて - 1983 / 34-й выпуск — 冬のリヴィエラ («Зимняя Ривьера») - 1984 / 35-й выпуск — 北の螢 («Северный светлячок») - 1985 / 36-й выпуск — 女もよう - 1986 / 37-й выпуск — ゆうすげの恋 («Любовь лилии-однодневки») - 1987 / 38-й выпуск — 悲しいけれど… («Печален, несмотря на…») - 1988 / 39-й выпуск — 京都去りがたし - 1989 / 40-й выпуск — 指輪 («Кольцо») - 1990 / 41-й выпуск — Офукуро-сан (повторно) | - 1991 / 42-й выпуск — 泣かせ雨 («Дождь, доводящий до слёз») - 1992 / 43-й выпуск — 劇場の前 - 1993 / 44-й выпуск — さらば友よ - 1994 / 45-й выпуск — Офукуро-сан (повторно) - 1995 / 46-й выпуск — 悲しみの器 - 1996 / 47-й выпуск — 夜の無言（しじま） («Ночное безмолвие»/«Тишина») - 1997 / 48-й выпуск — «Мыс Эримо» (повторно) - 1998 / 49-й выпуск — «Зимнее путешествие» (повторно) - 1999 / 50-й выпуск — Офукуро-сан (повторно) - 2000 / 51-й выпуск — 終列車 («Последний поезд») - 2001 / 52-й выпуск — それは恋 («Это любовь») - 2002 / 53-й выпуск — 運河 («Канал») - 2003 / 54-й выпуск — 狼たちの遠吠え («Волчий вой») - 2004 / 55-й выпуск — さらば青春の影よ - 2005 / 56-й выпуск — Офукуро-сан (повторно) - 2006 / 57-й выпуск — Офукуро-сан (повторно) - 2007 / 58-й выпуск — «Северный светлячок» (повторно) - 2008 / 59-й выпуск — Офукуро-сан (повторно) - 2009 / 60-й выпуск — «Цветок и бабочка» (повторно) - 2010 / 61-й выпуск — «Мыс Эримо» (повторно) - 2011 / 62-й выпуск — «Блюз портового города» (повторно) - 2012 / 63-й выпуск — «Зимняя Ривьера» (повторно) |

### В кинематографе
Помимо съёмок на концертах и в выпусках «Кохаку», за 1967—1994 годы Синъити Мори сыграл приблизительно в полутора десятках кинофильмов, в части из них партнёрствуя со своей коллегой по музыкальному жанру — актрисой и певицей Хибари Мисорой.
| Год  | Японские названия              | Транскрипции             | Международные названия | Русские названия (по смыслу) | Роли                   |
| ---- | ------------------------------ | ------------------------ | ---------------------- | ---------------------------- | ---------------------- |
| 1967 | 喜劇 大風呂敷                  |                          |                        |                              | певец                  |
| 1967 | 純情二重奏                     |                          |                        |                              | певец                  |
| 1968 | 盛り場ブルース                 |                          |                        | Блюз бойкого квартала        | Синъити Митакэ         |
| 1968 | 夜の歌謡シリーズ 命かれても    |                          |                        |                              | (сыграл самого себя)   |
| 1969 | 夜の牝 花と蝶                  |                          |                        |                              | Синдзи Каваи           |
| 1969 | 夜の牝 年上の女                |                          |                        |                              | Синго Мори             |
| 1969 | 夜の歌謡シリーズ 港町ブルース  |                          |                        |                              | (сыграл самого себя)   |
| 1969 | 夜の牝 花のいのち              |                          |                        |                              | Синъити                |
| 1969 | 夜の歌謡シリーズ おんな        |                          |                        |                              | бейсболист Сусуму Сато |
| 1970 | 美空ひばり・森進一の花と涙と炎 | Hana to namida to honoo  | The Performers         | Цветок, слеза и пламя        | Рюсукэ Сакаки          |
| 1970 | 波止場女のブルース             | Hatoba onna no burūsu    | Waterfront Blues       | Блюз девушки на пристани     | Сусуму Тадзима         |
| 1971 | 望郷                           | Bōkyō                    |                        | Тоска по родине / ностальгия | Синъитиро Морикава     |
| 1971 | 旅路 おふくろさんより          | Tabiji: Ofukuro san’yori |                        |                              | Синго Кимура           |
| 1975 | 襟裳岬                         | Erimomisaki              |                        | Мыс Эримо                    | певец                  |

Для нескольких фильмов 1980-х и 1990-х годов Мори также исполнил закадровую тему.